# Adolf Seiser
Adolf Seiser (* 26. April 1891 in Würzburg; † 3. Juli 1971 in München) war ein deutscher Arzt, Hygieniker, Bakteriologe und Hochschullehrer.

## Leben
Seiser wurde 1891 als Sohn eines Oberstudienrates in Würzburg geboren. Nach dem Abitur 1910 am Wilhelmsgymnasium München studierte er Medizin an der Ludwig-Maximilians-Universität München. 1910 wurde er Mitglied der Burschenschaft Danubia München. 1913 war er zum Militärdienst eingezogen und diente im Ersten Weltkrieg als Truppen- und Lazarettarzt. Nach einer 1917 erlittenen Verwundung setzte er sein Studium an der Philipps-Universität Marburg fort. Er absolvierte 1918 das medizinische Staatsexamen und wurde erneut an der Front eingesetzt.
1918 schloss er sich dem bayerischen Freikorps Epp und später der Chiemgauer Einwohnerwehr als Truppenarzt an. 1919 wurde er an der Medizinischen Fakultät in Marburg mit der Dissertation Zur Kenntnis der pharmakologischen Wirkung des Dulcins zum Dr. med. promoviert. Es folgte von 1919 bis 1921 eine praktische Arzttätigkeit in Breitbrunn am Chiemsee. Von 1922 bis 1926 war er Assistent und Oberassistent an der Biologischen Versuchsanstalt in München und von 1926 bis 1929 am Hygienischen Institut der Universität Halle (Saale). 1927 habilitierte er sich am Institut für Hygiene der Universitätsmedizin Halle und wurde Privatdozent in Halle, ab 1929 in München.
Bereits von 1920 bis 1923 schloss er sich als Alter Kämpfer der NSDAP (alte Kartei-Nr. 2020) an; 1933 erfolgte der Wiedereintritt (Mitgliedsnummer 3.213.259). Er wurde in den 1930er Jahren Mitglied mehrerer nationalsozialistischer Organisationen wie SA (1933),  NSDDB, NSLB, NSV, Kyffhäuserbund, RLB und VDA. Außerdem war er ab 1934 Schulungsredner für Weltanschauung der SA-Brigade 86.
1933 wurde Seiser nichtbeamteter außerordentlicher Professor an der Universität München. 1935 wurde er als Nachfolger von Philalethes Kuhn zum ordentlichen Professor an die Universität Gießen berufen. Ab 1935 war er Direktor des Hygieneinstituts, 1937 wurde er Dekan der Medizinischen Fakultät und von April 1938 bis September 1939 war er Rektor der Universität Gießen. Von 1939 bis 1945 lehrte er als Nachfolger von Paul Schmidt an der Universität Halle-Wittenberg.
Nach dem Zweiten Weltkrieg wurde er durch die amerikanischen Streitkräfte entlassen und interniert. In den Nürnberger Ärzteprozessen trat er als Zeuge der Anklage unter anderem gegen Joachim Mrugowsky auf.
1948 wurde er als Seuchensachverständiger beim Gesundheitsamt in Altötting eingestellt. 1950 bekam er eine Stelle beim Bayerischen Staatsministerium des Innern. Von 1952 bis 1956 war er Leiter der Staatlich Bakteriologischen Untersuchungsanstalt Erlangen. 1958 wurde er an der Friedrich-Alexander-Universität Erlangen-Nürnberg emeritiert.

## Auszeichnungen
- Eisernes Kreuz II. Klasse
- Bayerischer Militärverdienstorden II. Klasse

## Schriften (Auswahl)
- mit Paul Schmidt, Stillfried Litzner: Bleivergiftung. Urban & Schwarzenberg, Berlin u. a. 1930.